# Фелікс Ляйтнер
Фелікс Ляйтнер — австрійський біатлоніст.